# Appalačské hřbety a údolí
Appalačské hřbety a údolí (anglicky Ridge and Valley Appalachians) je pásmo hřebenů a údolí v Appalačském pohoří.
Jedná se také o fyzickogeografický region v rámci Appalačského pohoří.
Appalačské hřbety a údolí se nachází při východním pobřeží Spojených států amerických, ve státech New York, New Jersey, Pensylvánie, Maryland, Západní Virginie, Virginie, Tennessee, Georgia a Alabama.

## Geografie
Rozkládají se v délce téměř 2 000 km, šířka se pohybuje od 20 km ve státě New York až po 130 km v Pensylvánii. Frekvence horských hřbetů přerušovaných jednotlivými údolími je různá. Ve Virginii vedle sebe leží deset hřebenů, které dosahují výšek 1 000 až 1 200 m. Naopak západně od Blue Ridge leží jediné rozlehlé Velké Appalačské údolí. Hřbety jsou zalesněné, údolí jsou zemědělsky využívaná. Celá oblast je tvořena prvohorními sedimenty.